# Thierry de Montbrial

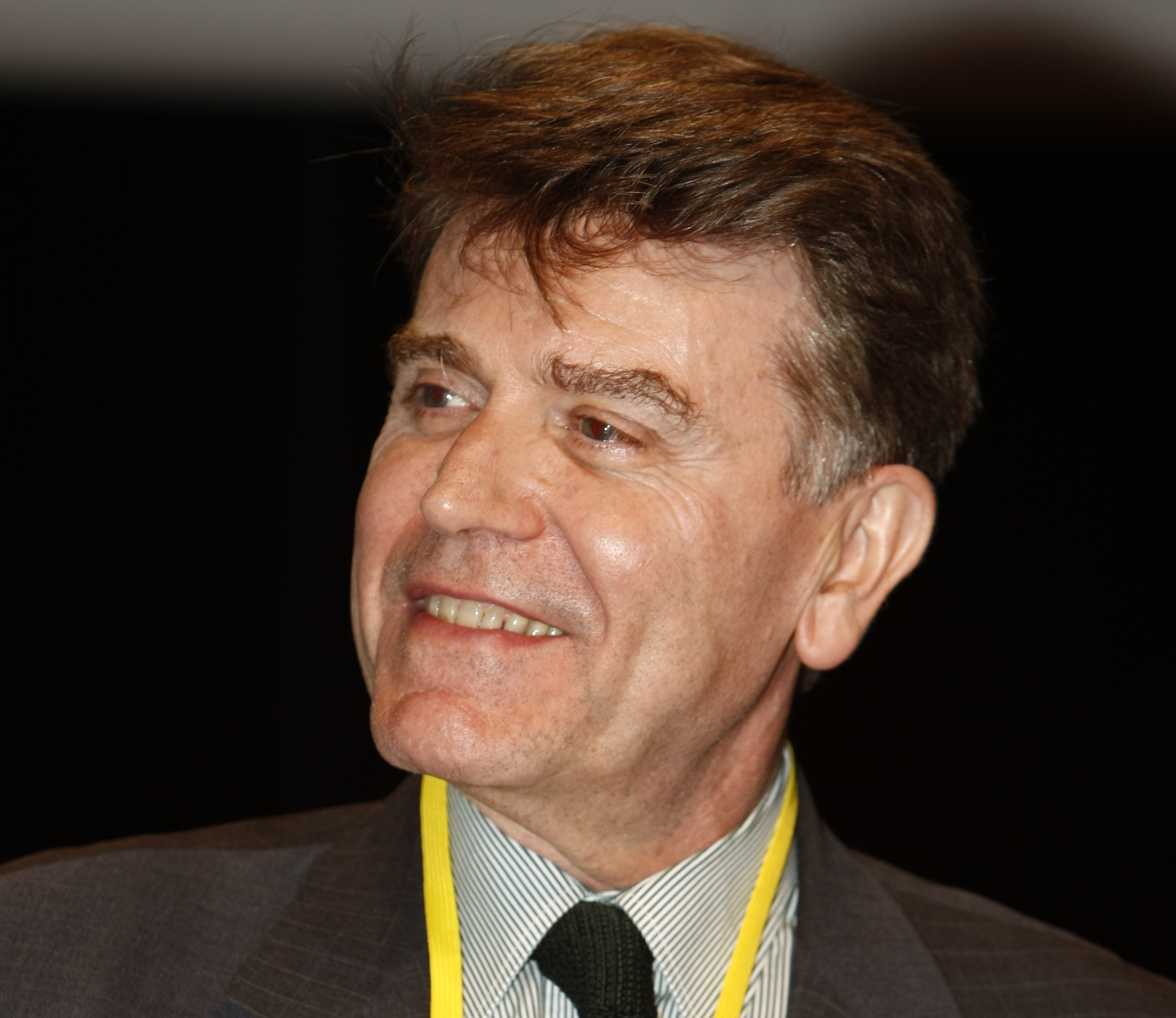
Thierry de Montbrial

Thierry de Montbrial (* 3. März 1943) ist der Gründer und Präsident des französischen Instituts der internationalen Beziehungen (Ifri), das 1979 gegründet wurde. Er ist seit 1992 Mitglied der Académie des sciences morales et politiques (Akademie der moralischen und politischen Wissenschaften) und ehemaliger Vorsitzende des Institut de France. Zudem ist Thierry de Montbrial auch assoziiertes Mitglied von zahlreichen ausländischen Akademien. 2008 gründete er die World Policy Conference, bei der er Vorsitzender ist.

## Biografie
Er ist der Sohn von François de Montbrial, einem ehemaligen Generalinspektor der Banque de France und von Monique Lecuyer-Corthis. Als Enkel von André Corthis heiratet er 1967 Marie-Christine Balling – die Tochter von Charles Balling (Ecole Polytechnique 1935), die danach Filmproduzentin (StarDance Pictures) geworden ist. Thierry de Montbrial ist Vater des Anwalts Thibault de Montbrial und von Alexandra Pilleux-de Montbrials.

## Ausbildung
Thierry de Montbrial ist ein ehemaliger Student der Ecole Polytechnique (1963), ein ehemaliger Generalingenieur von Corps de Mines (1969) und ein Doktor der Ökonomie an der Universität von Kalifornien, Berkeley. Seine Doktorarbeit schrieb er über die temporale Dimension des gesamtwirtschaftlichen Gleichgewichts, unter Anleitung des Professors Gérard Debreu.

## Laufbahn
Als Generalingenieur von Corps des Mines (Ehrengeneralingenieur seit 1995) hat er zwischen 1974 und 1992 die Abteilung der Wirtschaftswissenschaften der Ecole Polytechnique geleitet. Er war Professor an der Ecole Polytechnique (1973–2008) und hat den Lehrstuhl für angewandte Wirtschaftswissenschaften am Conservatoire national des arts et métiers (CNAM) innegehabt (1995–2008). Seit 2008 ist er emeritierter Professor an dem Conservatoire national des arts et métiers.
1973 hat Michel Jobert, damals Außenminister, ihn beauftragt, das Centre d’analyse et de prévision (Zentrum für Analyse und Prognosen) zu entwickeln. Er ist der erste Leiter dieses Zentrums bis 1979 geworden, bevor Jean-Louis Gergorin diese Position übernahm.
1979 hat er das Institut français des relations internationales  (Französisches Institut für internationale Beziehungen (Ifri)) gegründet. Das Ifri veröffentlicht eine jährliche Publikation (Ramsès) und die Zeitschrift Politique étrangère .
2008 gründete Thierry de Montbrial das World Policy Conference, eine jährlich stattfindende Konferenz über Fragen der Weltführung, die Entscheidungsträger aus politischer, wirtschaftlicher oder sozialer Ebene. Die letzte Konferenz fand vom von 20. Bis 22. November 2015 in Montreux statt.
Thierry de Montbrial war Präsident des Österreichisch-Französischen Zentrums (1985–2015). Zwischen 1993 und 2001 war er der erste Präsident der Fondation pour la recherche stratégique (Stiftung für strategische Forschung). Er war auch vollberechtigtes Mitglied des Verwaltungsrats des Centre d’études prospectives et d’informations internationales.
Er ist Mitglied des Redaktionskomitees der Zeitschrift Foreign Policy und ist regelmäßig medial präsent. Er war auch Leitartikler bei der Tageszeitung Le Figaro (1989–2001) und wurde danach assoziierter Leitartikler bei Le Monde (2002–2010).
Er tagt im Verwaltungsrat von verschiedenen internationalen Unternehmen und Institutionen. Er ist, unter anderem Mitglied des International Advisory Board von Lafarge und Vorsitzender des International Advisory Board der Group OCP (Marokko), Mitglied des Verwaltungsrates der Stiftung Renault. Er war auch Mitglied des Beirats beim Generaldirektor der Welthandelsorganisation in Genf (2003–2005), und Mitglied der Kommission, die beauftragt ist, das Buch über die französische nationale Verteidigungsstrategie zu verfassen (2007–2008). Zudem war er auch Mitglied des Vorstands der Bilderberg-Konferenz (1976–2011). Seit 2011 ist er Mitglied des Orientierungsrats der Stiftung Ecologie Avenir, die unter dem Vorsitz von Claude Allègre steht.
Auf akademischer Ebene ist er Mitglied des Advisory Committee vom Peterson Institute for International Economics in Washington, vom Carnegie Moscow Center und des Advisory Council vom Stanford Institute of International Studies, des Editorial Board von Russia in Global Affairs in Moskau.

## Akademien
Am 29. Juni 1992 wurde er an die Académie des Sciences Morales et Politiques berufen und hat den Sitz von Louis Joxe eingenommen. 2001 war er der Vorsitzende dieser Akademie und war auch Vorsitzender des Institut de France. Er ist ein Gründungsmitglied der Académie des technologies (2000).
Er ist Mitglied der Academia Europae (gewählt im März 1993), der Académie royale von Belgien (gewählt im Januar 1996), der königlichen Akademie von Schweden (gewählt im Mai 1999), der rumänischen Akademie (gewählt im Dezember 1999), der Akademie der Wissenschaften in Russland (gewählt im März 2003), der Akademie der Wissenschaften in Moldau (gewählt im Januar 2006), der Akademie von Wissenschaften von Bulgarien (gewählt im Juli 2006) und der Real Academia de Ciencias Económicas y Financieras in Spanien (gewählt im Jahr 2008).
Er ist Doktor Honoris Causa der rumänischen Akademie der wirtschaftlichen Studien (1996), der Akademie der Wissenschaften in Aserbaidschan (2002), der Universität Transilvania von Brasov in Rumänien (2003), der Universität Galatasaray in der Türkei (2004), der Universität von Chisinau in Moldau (2005), des Staatsinstituts der internationalen Beziehungen von Moskau in Russland (2007), der Universitäten von Bukarest in Rumänien (2011) von Iasi, ebenfalls in Rumänien (2014) und der Universität Sofia.

## Auszeichnungen und Orden
Thierry de Montbrial ist Kommandeur der Ehrenlegion, Großoffizier des Ordre national du Mérite, Kommandeur des Ordre des Arts et des Lettres und wurde zusätzlich mit vielen französischen und ausländischen Orden ausgezeichnet. 2003 wurde er zudem mit dem Großen Preis der Société de Géographie für die Gesamtheit seines Werks ausgezeichnet.

## Veröffentlichungen
(Quelle:)
- Notre intérêt national, (dir. avec T. Gomart), Odile Jacob, 2017
- La pensée et l’action, Académie Roumaine, Fondation Nationale pour la Science et les Arts, Bucarest, 2015
- Une goutte d'eau et l'océan - Journal d'une quête de sens, Albin Michel, 2015
- Journal de Roumanie, Editions RAO, Bucarest, édition bilingue en français et en roumain, 2012.
- Journal de Russie – 1977–2011, 2012
- Vingt ans qui bouleversèrent le monde, édition Dunod, 2008
- Violence : de la psychologie à la politique, (dir. avec S. Jansen), Fondation Singer Polignac, Bruylant, Bruxelles, 2007
- Il est nécessaire d'espérer pour entreprendre, édition des Syrtes, 2006
- Géographie politique, coll. « Que sais-je ? », PUF, 2006
- L’Identité de la France et l’Europe, (dir. avec S. Jansen), Fondation Singer Polignac, Bruylant, Bruxelles, 2005
- La guerre et la diversité du monde, L'Aube - Le Monde, 2004
- Pratiques de la négociation (dir., avec S. Jansen), Bruylant/LGDG, 2004
- Quinze ans qui bouleversèrent le monde, Dunod, octobre 2003
- Réformes-révolutions : le cas de la France (dir.), PUF, 2003
- L'action et le système du monde, PUF, février 2002, 2e édition, coll. « Quadrige » octobre 2003, couronné par le Prix Georges Pompidou
- La France du nouveau siècle (dir.), PUF, février 2002
- Dictionnaire de stratégie (codirecteur avec Jean Klein), PUF, novembre 2000
- Pour combattre les pensées uniques, Flammarion, 2000
- Introduction à l’économie, Dunod, 1999, 2e éd. 2002
- Mémoire du temps présent, Flammarion, 1996, couronné par le Prix des Ambassadeurs
- Que faire ? : les grandes manœuvres du monde, La Manufacture, 1990
- La science économique ou La stratégie des rapports de l'homme vis-à-vis des ressources rares : méthodes et modèles, PUF, 1988
- La revanche de l'Histoire, Julliard, 1985
- L'énergie : le compte à rebours, J.-C. Lattès, 1978
- Le désordre économique mondial, Calmann-Lévy, 1974
- Essais d'économie parétienne, éd. CNRS, 1974
- Économie théorique, PUF, 1971